# الشجاع (فلم 1956)
الشجاع (بالإنجليزية: The Brave One) هو فيلم دراما تم إنتاجه في الولايات المتحدة وصدر في سنة 1956. الفيلم من إخراج إيرفينغ رابير وبطولة مايكل راي، رودولفو هويوز جونيور وإلسا كارديناس. يخبر الفيلم قصة صبي مكسيكي يحاول إنقاذ ثوره «جيتانو» من مواجهة قاتلة بينه وبين مصارع ثيران محترف.
فيلم الشجاع كان آخر فيلم يحصد جائزة أوسكار لأفضل قصة قبل توقيفها، وقد رشّح لجائزتي أوسكار أخرتين: أفضل مونتاج وأفضل خلط أصوات، لكنه لم يحقق نجاحًا في شباك التذاكر أو بين ناقدي الأفلام.
عاد الفضل في القصة أولًا إلى روبيرت ريتش، وهو اسم مستعار يستخدمه دالتون ترامبو، وهو واحد من «شخصيات هوليوود العشرة» وقد تم سجنه لـ11 عامًا إبتداءً من 1950، ثم تم وضعه على القائمة السوداء لرفضه المثول أمام لجنة مجلس النواب الأميركي لمراقبة النشاطات غير الأميركية. كان الاسم بالفعل اسم ابن أخ منتج الفيلم فرانك كينغ. في بادئ الأمر، تزعّم ريتش أنه قد كتب الفيلم، بالرغم من أن عميه نكرا هذا الأمر، لتعود الأكاديمية وتضع اسم ترامبو على الجائزة عام 1975. 
بحسب وثائقي «ديناصورات هوليوود» لتيد نيوسم عام 1991، الفيلم مقتبس من «إل تورو إستريا»، «حول صبي وثور وديناصور»، الذي إقتبص منه أيضًا الفيلمان «الوحش من الجبل الفارغ» و«وادي غوانغي». يظهر الوثائقي الجدل حول كتابة النص، لكنه يذكر أن فيلم «الشجاع» لا يتضمن الدينصور. 

## القصة
مكسيكو في الخمسينيات. في عاصفة، وضعت بقرة عجولها وماتت. ليونردو، وهو ابن مربي الماشية، أخذ الذكر بينهم إلى منزله وأطلق عليه «جيتانو» وربّاه بحنّية. والد ليوناردو، رافاييل روزيو، كان قد حصل على والدة جيتانو كهدية شكر من ربّ عمله السابق دون أليخندرو، وهو مالك الأرض، ولكن ما من معاملات ورقية تأكّد ذلك. بعد إرساله طلب، حصل ليوناردو من دون أليخندرو على وثيقة ملكية. بعد موت الدون، تم أخد جيتانو إلى حلبة مصارعة للثيران في مدينة مكسيكو. ذهب ليونردو إلى الرئيس المكسيكي. تأثر الرئيس بجرأة وشجاعة الصبي وأعطاه أمر إطلاق جيتانو من الحلبة. ولكن وصل ليونردو إلى الحلبة بعد فوات الأوان، فقد كان جيتانو في الحلبة يحارب مصارع ثيران. لكن الجمهور بدأ يصرخ «العفو» وتوقّفت المصارعة. دخل الصبي إلى الحلبة وأخذ الثور وخرجا سويًا. 

## أبطال العمل
- مايكل راي في دور ليونردو
- رودولفو هويوز جونيور في دور رافاييل روزيو
- إلسا كارديناس في دور ماريا
- كارلوس نافارو في دور دون أليخندرو

## ترشيحات وجوائز
| السنة | الحدث          | الفئة    | النتيجة |
| ----- | -------------- | -------- | ------- |
|       | جائزة الأوسكار | أفضل قصة | فوز     |

## وصلات خارجية
- مقالات تستعمل روابط فنية بلا صلة مع ويكي بيانات